# Parkavonear Castle
Parkavonear Castle (irisch Caisleán Pháirc an Mhóinéir) ist die Ruine einer anglonormannischen Burg aus dem 13. Jahrhundert im Townland Aghadoe im irischen County Kerry über den Seen von Killarney. Die Burg wurde nach der anglonormannischen Invasion von Irland 1169 errichtet.

## Name
Parkavonear Castle ist nach dem Townland Parkavonear (irisch páirc an mhóinéir) benannt, was im Deutschen „Feld der Wiese“ bedeutet. Manchmal wird die Burgruine auch „Parkvonear“ genannt, aber in der Gegend wird nur der Name mit dem „a“ in der Mitte benutzt.

## Beschreibung
Die Ruine ist zwei Stockwerke hoch und, anders als bei den Anglonormannen üblich, mit einem zylindrischen Grundriss erstellt. Die Mauern sind 2 Meter dick und innen ergibt sich eine Stockwerksfläche mit einigen Metern Durchmesser. In der Mauer ist eine Treppe eingebaut, die beide Stockwerke miteinander verbindet. Heute ist der Eingang im unteren Stockwerk, aber ursprünglich gab es nur einen im oberen Stockwerk, der den Bewohnern ermöglichte, eine Leiter einzuziehen, wenn die Burg angegriffen wurde. Heute sind nur noch steinerne Überreste erhalten; die hölzernen Böden und das Dach sind verfault und wurden entfernt.
Ursprünglich war der Donjon von rechteckigen Erdwerken umgeben, von denen aber nur Spuren erhalten sind.